# Surintendante de la Maison de la Reine

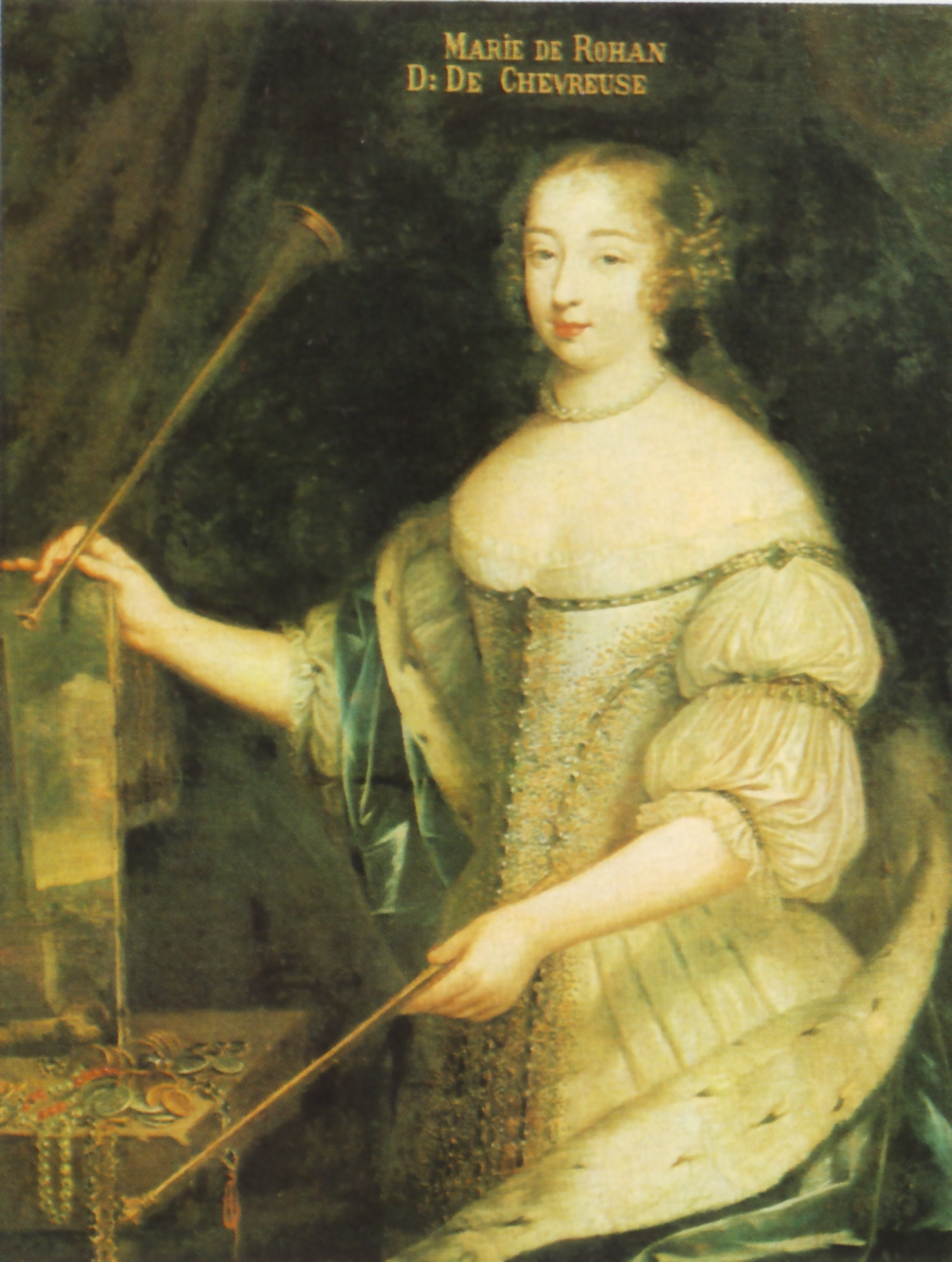
María de Chevreuse, para quien se creó el puesto de Surintendante de la Maison de la Reine en 1619.

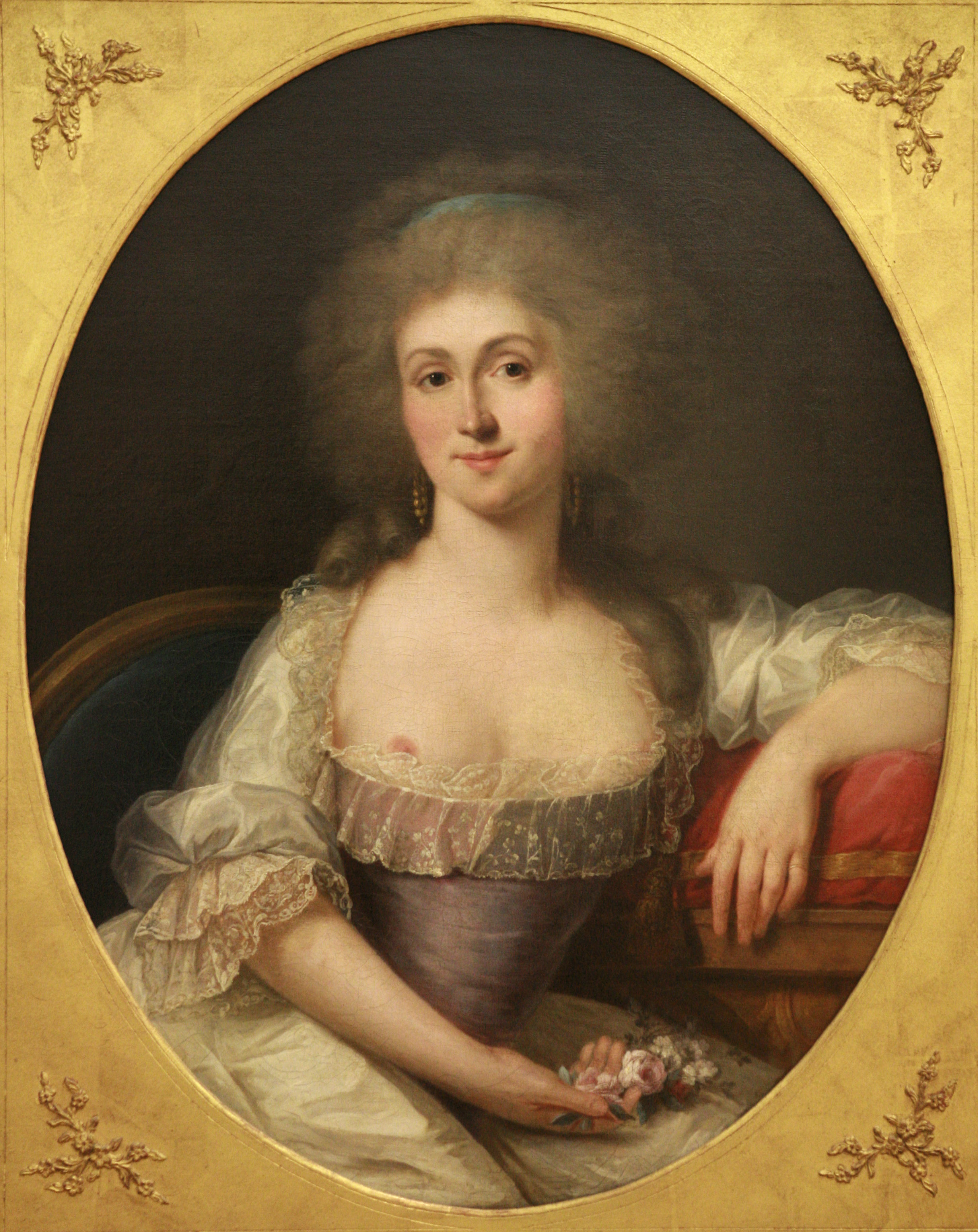
María Luisa Thérèse de Savoie de Carignan, princesa de Lamballe por Joseph Duplessis.

Surintendante de la Maison de la Reine ("Superintendenta de la Mansión de la Reina"), o solo Surintendante, fue la dama de honor mayor en la corte real de Francia desde 1619 hasta la revolución francesa. La Surintendante fue seleccionado entre los miembros de la más alta nobleza francesa. 

## Historia

### Creación y tareas
La oficina fue creada en 1619. La Surintendante y la Gobernadora de los Niños Reales de Francia fueron las únicas mujeres que ocuparon cargos en Francia que hicieron un juramento de lealtad al Rey.
La surintendante tenía casi las mismas tareas que la dame d'honneur: recibir el juramento del personal femenino antes de asumir el cargo y supervisarlos a ellos y la rutina diaria de la reina, así como organizar las cuentas y la lista del personal, pero fue colocada en el rango encima de la dame d'honneur. Cada vez que la surintendante estaba ausente, la dame d'honneur la reemplazaba. El puesto de surintendante podía quedar vacante durante largos períodos, y fue abolido entre la muerte de María Ana de Bourbón en 1741 y el nombramiento de la princesa María Luisa de Saboya en 1775. 
Durante el Segundo Imperio, el Grande-Maitresse era el equivalente de la Surintendante, siendo formalmente la más alta funcionaria en la corte pero en la práctica con las mismas tareas que la dame d'honneur.

## Lista deSurintendante de la Maison de la Reinea la reina de Francia

### SurintendanteaAna de Austria1619-1666
- 1619-1637: María de Rohan
- 1657-1666: Ana María Martinozzi, princesa de Conti

### SurintendanteaMaría Teresa de Austria-España1660-1683
- 1660-1661: Ana Gonzaga
- 1661-1679: Olimpia Mancini, condesa de Soissons
- 1679-1683: Françoise-Athénaïs, marquesa de Montespan

### SurintendanteaMarie Leszczyńska1725-1768
- 1725-1741: María Ana de Bourbón
- 1741-1768: Abolido

### SurintendanteaMaría Antonieta1775-1792
- 1775-1792: princesa María Luisa de Saboya